# Jardin thérapeutique
Le jardin thérapeutique également appelé jardin de soin, jardin de vie, jardin à visée thérapeutique, est un espace vert extérieur spécifiquement aménagé pour s’adapter aux besoins physiques, déambulatoires, sociaux et psychologiques de ses usagers.
Pour leurs bienfaits, les jardins thérapeutiques sont le plus souvent installés dans les établissements de soin comme les hôpitaux, centres d’accueil pour personnes handicapées, établissements d’accueil pour personnes âgées, centres d’addictologie… Ils trouvent toutefois leur place dans tous les lieux de vie et de partage.

## Principes
Le jardin thérapeutique est un espace de nature structuré, esthétique, paysager, au cœur du projet de l'établissement : il constitue un espace de vie et de liberté reposant qui permet de sortir du cadre de l’institution. Il peut être également un espace d’animations et d'activités de jardinage adapté connues pour leurs effets de bien-être ou thérapeutiques.
Il peut aussi  être l'objet, dans un cadre précis, d'une pratique spécialisée d'hortithérapie encadré par un hortithérapeute qualifié.
Adapté aux besoins spécifiques des personnes qu’il accueille – voir les types de jardin -, l’aménagement du jardin thérapeutique suit quelques principes : « Une signalétique claire […], l’accessibilité aux personnes à mobilité réduite, la proximité des toilettes, des sentiers circulaires, sans impasse […] jouant ainsi un rôle rassurant », la clôture totale de l’espace, le respect des normes hospitalières, un mobilier fixe et un mobilier déplaçable...
Le jardin thérapeutique n’est pas un simple aménagement paysager, dans la mesure où son action thérapeutique intervient également sur les modes passifs - comme la promenade, la station, la contemplation – et interactif, dans le partage autour des activités. Il permet de retrouver le sens de l'espace qui entoure le corps par le rapport dedans/dehors et de l'écoulement du temps par la saisonnalité.

## Liens avec l’hortithérapie
L’hortithérapie est l’utilisation de la culture des plantes dans le traitement des difficultés et pathologies physiques, mentales, psychiques ou intellectuelles, sous l’encadrement d’un professionnel de santé formé, dans un cadre clinique établi.
Le jardin thérapeutique intervient alors comme le support des activités d’hortithérapie, dans un cadre spécifique et dédié. Il est aménagé en conformité avec le cadre clinique défini, soit le projet d’établissement, le projet de vie personnalisé, les objectifs thérapeutiques - bien-être, cognitifs, humeur, sociabilité, réduction de la prise médicamenteuse. Thérapie non médicamenteuse, elle intervient en complément de la médecine conventionnelle. 

## Bienfaits
Le jardin possède une visée thérapeutique quand il est objet d'une pratique de jardinage adaptée à agir sur les fonctions cognitives, les capacités physiques, les praxies, les habilités sociales et la qualité de vie des patients. Il agit également sur le lien avec les familles et les conditions de travail des soignants.
Parmi les bienfaits cognitifs, on compte la stimulation et la réhabilitation des fonctions cognitives. On observe notamment une amélioration des capacités d’attention, de concentration, de mémorisation, de repérage spatio-temporel… Il développe l’afférentation et la proprioception. Dans le cadre d’une prise en charge de la maladie d’Alzheimer, ces stimulations permettent d’en limiter le développement. 
Il permet également au patient de prendre des décisions, résoudre des questions techniques, planifier une tâche, écrire, dessiner, créer dans le cadre des ateliers liés au jardin. Sur un plan psychologique et comportemental, « le jardinage est associé à un sentiment d’accomplissement, de bien-être et de détente, à une réduction de la symptomatologie dépressive ». Il a une action de stimulation émotionnelle et de régulation de l’humeur, améliore les troubles comportementaux – TEC – et le sommeil. Ses propriétés apaisantes contribuent à réduire le stress et la nervosité, ainsi que les troubles du syndrome crépusculaire. Il renforce l’estime de soi.
Outil non médicamenteux, il permet dans certains cas de limiter le recours aux prises de médicaments, notamment de neuroleptiques et antidépresseurs.
Ses bénéfices sociaux sont la stimulation et l’amélioration des compétences sociales. En stimulant les fonctions de communication, les liens sociaux et familiaux se renforcent, notamment les liens intergénérationnels. Les fonctions mnésiques sont stimulées en même temps que le langage. Les savoirs s’échangent. Au travers de la médiation et de l’entraide, la relation avec le personnel soignant se renforce autour du partenariat global, avec des bénéfices positifs dans les conduites de soin en général : « […] On pose au cœur de l’expérience du soin celui qui en reçoit, invitant le soigné à soigner. Cela constitue une assise précieuse pour les actions d’éducation thérapeutique dans la sensibilisation aux principes de l’alliance et du partenariat dans les conduites de soin ».
Les bienfaits sont également physiques, dans la mesure où le jardin thérapeutique mobilise le corps entier, dans la promenade ou le jardinage, travaille l’équilibre postural et ralenti le déclin des capacités psychomotrices.
Créant un cadre propice à l’apaisement, le jardin thérapeutique et les activités qui peuvent lui être liées améliorent également le cadre professionnel du personnel soignant. Contre le phénomène de burn-out, il permet de retrouver du plaisir dans la pratique professionnelle, de se recentrer, de fédérer autour d’un travail commun. Il motive les équipes de soin, et en encourageant le lien, développe la bienveillance.

## Les publics
S’il est habituellement associé au traitement de pathologies physiques ou psychiques, l’usage du jardin à visée thérapeutique est approprié à tous les publics, dans le cadre de la maladie ou non, de l’invalidité comme de la validité.
Le jardin thérapeutique s’adresse particulièrement aux personnes en situation de fragilité — physiques, cognitives, psychiques, thymiques… Parmi elles :
- Les personnes âgées[1] : fragiles dans leur validité, en manque d’autonomie, sujettes à l’isolement social… Les installations de jardins thérapeutiques sont de plus en plus fréquentes dans les établissements d’accueil de type Ehpad, maisons de retraites, accueil temporaire, foyers-logements, unités de vie Alzheimer.
- Les personnes souffrantes de la maladie d'Alzheimer[1] : les jardins de soin sont particulièrement adaptés aux personnes atteintes de la maladie d’Alzheimer, pour la stimulation des sens, la stimulation cognitive et de la mémoire ancienne. Le jardin thérapeutique offre également un cadre apaisant et sécurisé, pour faire face aux comportements déments et violents.
- Les personnes autistes, les personnes cérébro-lésées : en toute sécurité, les jardins sont adaptés et développent les interactions au sein du groupe.
- Les personnes en rééducation, pour qui le travail physique est central, et le mental joue un rôle moteur dans le rétablissement et l’acceptation. Le jardin thérapeutique permet de fixer un projet, des objectifs atteignables, il aboutit à des réalisations.
- Les personnes dépendantes, hébergées en centre de soins en addictologie dans le cadre d’une resocialisation et d’une réadaptation à la vie professionnelle. En plus des bienfaits sur les conduites addictives — apaisement, régulation de l’humeur, dérivatif… —, le jardin thérapeutique permet de se réapproprier les règles sociales et professionnelles, sans objectif de rentabilité : respect du groupe, des horaires, des consignes…

## Différents types de jardin thérapeutique
- le jardin de rééducation, avec des parcours adaptés, pour stimuler les fonctions motrices et le déplacement ;
- le jardin occupationnel, pour mener une activité physique, avec une responsabilité, adéquat pour la réinsertion comme pour l’addiction ;
- le jardin intergénérationnel, adapté à la collaboration de personnes d’âges divers – enfants et personnes âgées ;
- le jardin de méditation, comme le jardin de curé, pour s’asseoir, observer, écouter, ressentir ;
- le jardin atelier, élaboré comme un support pour des ateliers de mémoire, de création, de cuisine, d’exercice physique ;
- peut être un jardin thérapeutique un jardin de mémoire, populaire aux États-Unis, historique tribal en Afrique, avec une variante au Japon et ses bonzaï, avec un élément commémoratif comme un objet, un végétal…

## Jardins thérapeutiques et la science: origines et état des lieux
D’origine anglo-saxonne, la thérapie par le jardin s’est notamment développée depuis le XIXe siècle aux États-Unis et au Canada, avec l’ouverture d’un nouveau champ de recherche autour de l’hortithérapie (en). Dès les années 1800, on trouve des institutions psychiatriques nord-américaines utilisant les travaux du jardin dans leurs programmes de soin. Le jardinage thérapeutique se développe ensuite dans le traitement des blessés de guerre, durant les Première et Seconde Guerres mondiales. Les universités américaines intègrent l’hortithérapie dans leurs cursus dans les années 1950. Il existe aujourd’hui deux grandes associations pour l’hortithérapie, la CHTA au Canada et la AHTA aux États-Unis. Elles centralisent les recherches et le développement des techniques.
Dans le monde entier, le jardin reçoit un accueil très favorable par le public, quel que soit son état de santé, d'une part parce que le jardin dans toutes les cultures et civilisations a permis une représentation d'un idéal humain, mais aussi parce qu'il vient souvent compenser un manque de nature dans des espaces qui en sont privés. De fait peu d'études scientifiques solides ont pu être recensées. Depuis 10 ans, une équipe française travaille en s'inspirant des travaux initiés dans les années 40-50 sur l'environnement enrichi pour les transposer au jardin. Elle a pu ainsi mettre en évidence au travers d'études cliniques la nécessité d'enrichir un jardin par des modules ciblant des bénéfices thérapeutiques précis pour obtenir un impact positif sur le patient. Les premières études conduites en lien avec l'APHP ont travaillé sur des populations souffrant d'Alzheimer en stade avancé et ont permis de démontrer grâce à cet enrichissement  du jardin une récupération de facultés cognitives et d'autonomie fonctionnelle.
En France, les jardins thérapeutiques sont en plein essor, mais restent méconnus. Les actions menées pour l’hortithérapie ne sont pas centralisées. On recense des acteurs, des associations et entreprises majeures[réf. nécessaire] sur le secteur comme l'entreprise O Ubi Campi, Terramie, l’association Belles Plantes, ou le blog d’Isabelle Boucq, le bonheur est dans le jardin.
La thérapie par les plantes reste de plus en plus recommandée[réf. nécessaire].

## Les jardins thérapeutiques: une solution pour lutter contre les effets du vieillissement
Vieillir s'accompagne souvent de problèmes de santé qui peuvent entraîner une perte d'autonomie et de la dépression. Ces problèmes peuvent avoir un impact important sur la qualité de vie des personnes âgées. L'utilisation des jardins thérapeutiques peut être indiquée comme solution. En effet, les jardins thérapeutiques peuvent :
- réduire le risque de chute en améliorant la coordination et l'équilibre des personnes âgées ;
- améliorer la mobilité en encourageant les personnes âgées à bouger et à faire de l'exercice ;
- diminuer les symptômes dépressifs en offrant un environnement calme et relaxant ;
- améliorer la qualité de vie en favorisant le bien-être physique et mental des personnes âgées.

Une étude récente publiée en 2021 a évalué l'impact d'un programme de rééducation en jardin thérapeutique sur le risque de chute, la mobilité et la qualité de vie des personnes âgées en maison de retraite. Les résultats de l'étude ont montré que les personnes âgées qui ont participé au programme ont présenté une amélioration significative de leur santé[source insuffisante].

## Associations
Jean-Paul Ribes, au côté de son épouse Anne Ribes (infirmière de formation), est président de l'association Belles plantes depuis 1997. Un des objectifs de l'association est de « créer en milieu hospitalier pour les enfants ou les personnes âgées des ateliers jardin potager et floraux ». L'association intervient aussi lors de la création de jardin commun pour les habitants de logements collectifs,,.
L'Association Jardins & Santé créée en 2004, s'est inspirée du concept du National Gardens Scheme et s’est résolument tournée vers le soutien à la création de jardins dans les établissements hospitaliers et médicosociaux qui accueillent des personnes atteintes notamment de maladies cérébrales et de troubles neurodéveloppementaux – autisme et TED, maladie d’Alzheimer, épilepsies, dépression profonde, etc. Les remettre dans un environnement où la nature est présente, où le jardinage permet de prendre ou reprendre goût à la vie, est une nécessité que l’on[Qui ?] avait oubliée. Quatre symposiums ont été organisés sur ce thème depuis 2008 et 52 bourses ont pu être attribuées à des établissements médico-sociaux pour le soutien de projets de jardin à visée thérapeutique. Les 13 et 14 novembre 2017, un cinquième symposium intitulé Expériences, pratiques et réglementation en France et en Europe s'est déroulé à Paris.